# Мітіносі
Мітіносі або Міті-но сі чи Досі (яп. 道師) — п'ятий за вагою титул у системі «вісьмох кабане» ранньосередньовічної Японії, якими імператорський двір наділяв представників різних майстрів, ремісників, художників. Поширений був у періоди Асука, Нара й на початку періоду Хейан. Мітіносі приблизно перекладається як «шовковий шлях».

## Характеристика
Впроваджено імператором Темму у 684 році, ставши новим (разом з імікі) японським титулом. У впровадженні мітіносі відбилося захоплення Темму даосизмом (інший варіант назви титулу — досі перекладається як даоський майстер). Спочатку надавався лише художникам, ремісникам-«бе» (відомим зброярам), архітекторам, будівничим, скульпторам, майстрам з вишивання на шовку. Проте цей титул застосовувався вкрай рідко. З часів Нара також інколи надавали представникам дрібної шляхти й літераторам. За доби Хейан цей титул поступово втратив якесь значення, ставши почесним додатком до прізвища.